# Transat BPE

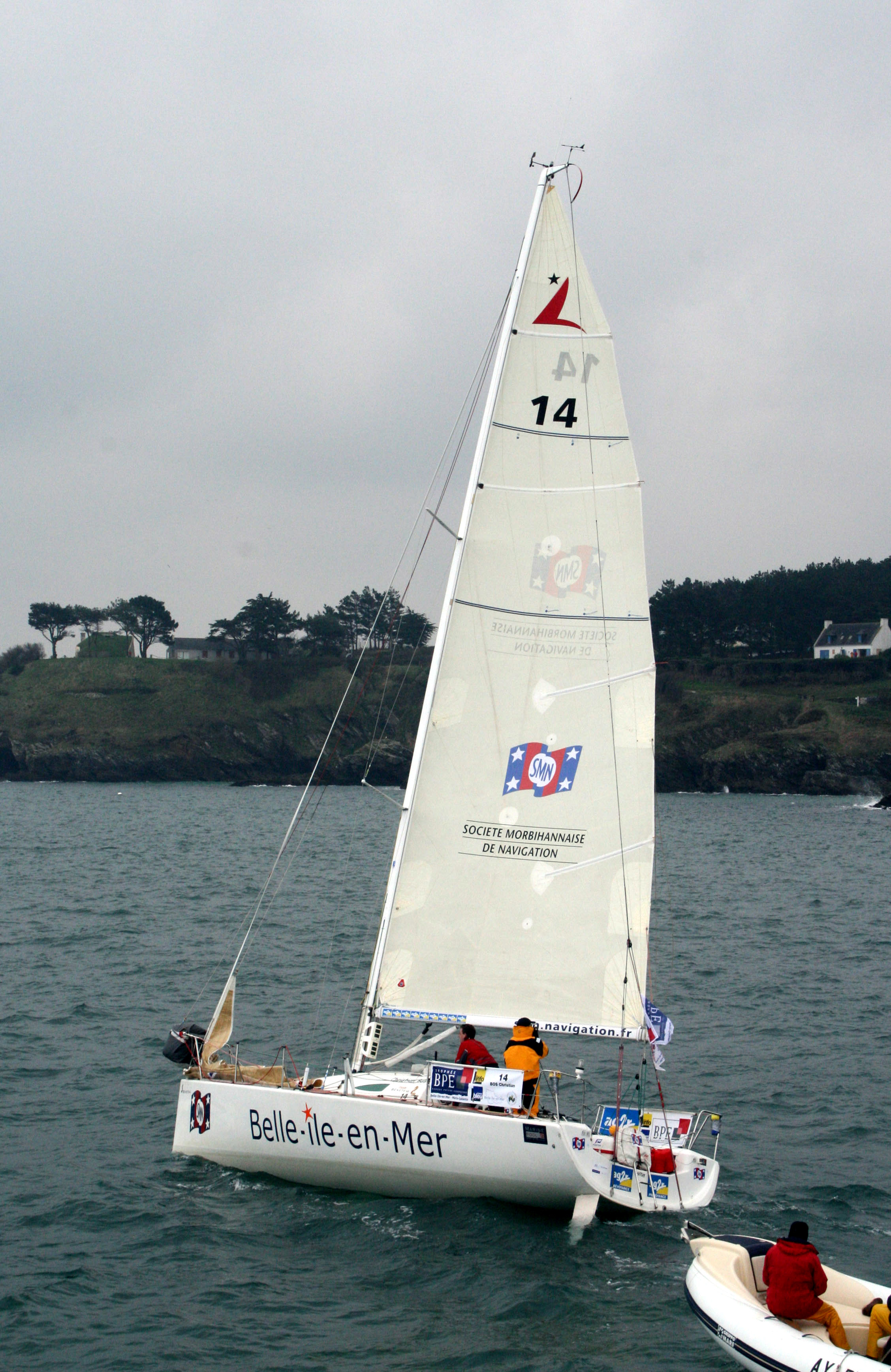

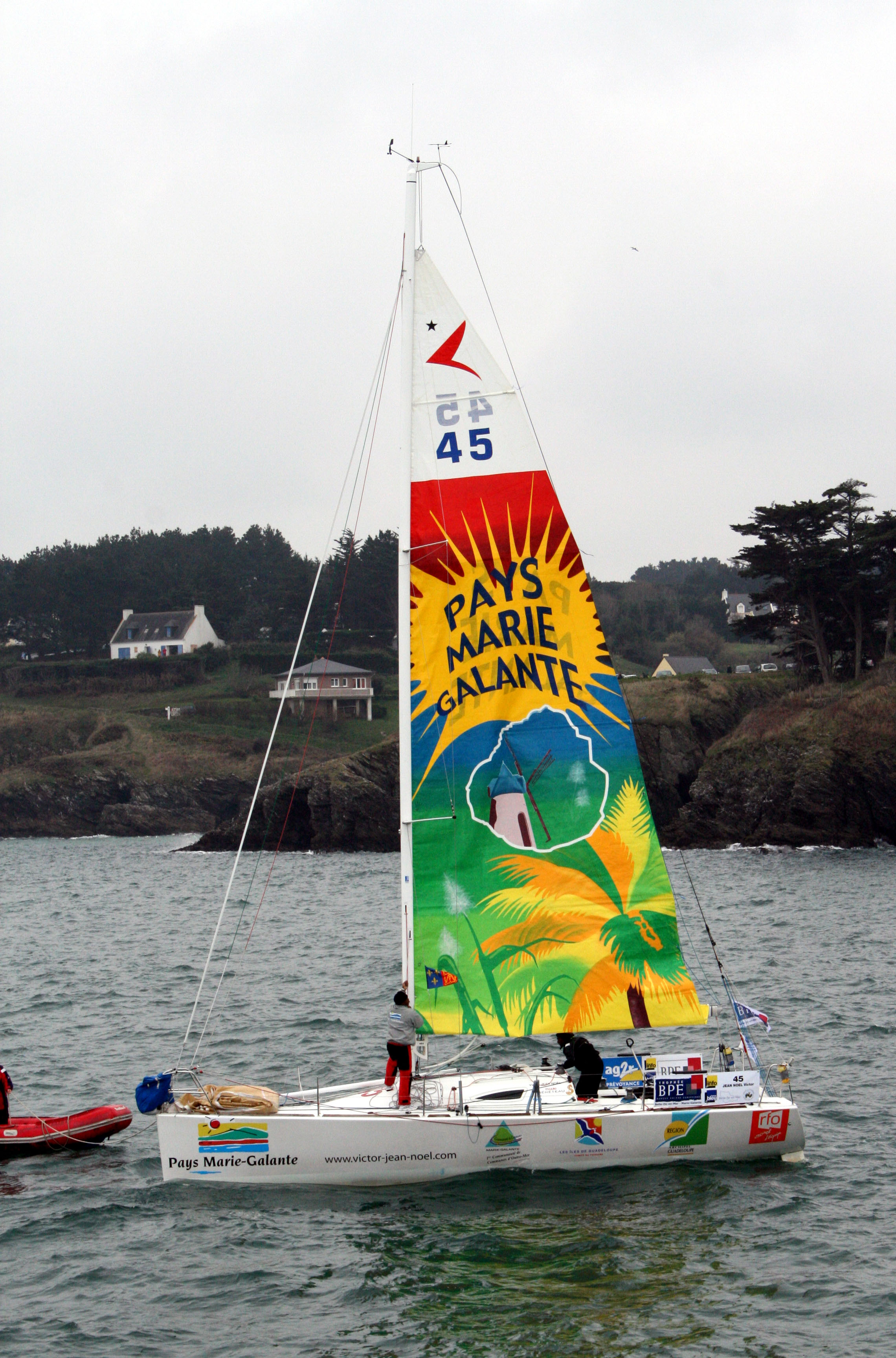

La transat BPE ou Trophée BPE est une course de bateaux à voile créée en 2001 par François-Xavier Dehaye et sa société Match Racing et le soutien de la ville de Saint-Nazaire.
La course se déroule tous les deux ans et est fondée sur la monotypie en l'occurrence des Figaro Bénéteau. Pour les éditions de 2001 et 2003, il s'agit d'une course en double, une course en solitaire à partir de 2005.
En 2011, elle est remplacée par la Transat Bretagne-Martinique.

## Editions

### 2001 -1reédition
En 2001, le départ a lieu de Saint-Nazaire vers Dakar, avec une escale à Porto-Santo à Madère. Douze équipages se sont inscrits pour cette première édition. La course est remportée par Gildas Morvan et Charles Caudrelier sur Cercle Vert, en 16 jours.

### 2003 -2eédition
En 2003, le nouveau monotype Figaro Bénéteau 2 est utilisé. 18 bateaux sont inscrits pour cette seconde édition dont le trajet sera identique à la première. Bertrand de Broc et Dominic Vittet remportent l'épreuve sur Myrialis devançant Cercle Vert  de Gildas Morvan et Bertrand Pacé. 

### 2005 -3eédition
En 2005, la course devient une transatlantique en solitaire. Le trajet, partant toujours de Saint-Nazaire, ira cette fois à Cienfuegos de Cuba. Les principaux sponsors restent la Banque Privée Européenne, le Groupe AG2R Prévoyance et la Ville de Saint-Nazaire. Cette édition comprendra 12 bateaux. La victoire reviendra à Crédit Maritime-Zerotwo devant Bostik et Cercle Vert, en 25 jours.

### 2007 -4eédition
En 2007, en s'inspirant de la chanson de Laurent Voulzy Belle-Île-en-Mer, Marie-Galante, la course transatlantique ira de Belle-Île-en-Mer à Marie-Galante en Guadeloupe. Ce quatrième trophée organisé par la société Match Racing, filiale de Pen Duick SAS, est parrainé par la Banque Privée Européenne, Belle-Île-en-Mer, la communauté de communes de Marie-Galante, les Conseils régionaux de Bretagne et de Guadeloupe, le Conseil général du Morbihan. 27 participants se sont inscrits.
Le départ de la course a été l'occasion de festivités organisées autour du jumelage des deux îles. 
Un prologue, organisé le long des côtes de l'île, le Challenge Conserverie La Belle-Iloise, a été remporté par Charles Caudrelier.
| Skipper                   | Bateau                         | Nationalité   |
| ------------------------- | ------------------------------ | ------------- |
| Yannick Bestaven          | Aquarelle.com                  | Française     |
| James Bird                | GFI Group                      | Anglaise      |
| Christian Bos             | Belle-Île-en-Mer               | Française     |
| Charles Caudrelier        | Bostik                         | Française     |
| Antonio Pedro da Cruz     | Baïko                          | Cap-Verdienne |
| Bertrand de Broc          | Les Mousquetaires              | Française     |
| Éric Defert               | Suzuki                         | Française     |
| Éric Drouglazet           | Luisina                        | Française     |
| Daniel Dupont             | Art Immobilier Construction    | Française     |
| Thierry Duprey du Vorsent | Domaine du Mont d’Arbois       | Française     |
| Marc Emig                 | A.ST Groupe                    | Française     |
| Servane Escoffier         | Brossard                       | Française     |
| Jeanne Grégoire           | Banque Populaire               | Française     |
| Victor Jean Noël          | Pays Marie-Galante             | Française     |
| Franck Le Gal             | Lenze                          | Française     |
| Yannig Livory             | Défi Transat 1                 | Française     |
| Gildas Mahé               | Le Comptoir Immobilier         | Française     |
| Gildas Morvan             | Cercle Vert                    | Française     |
| Robert Nagy               | Theolia                        | Française     |
| Laurent Pellecuer         | Docteur Valnet - Aromathérapie | Française     |
| Éric Péron                | France Soir                    | Française     |
| Philippe Quéré            | îles de la région Guadeloupe   | Française     |
| Thomas Rouxel             | Défi Mousquetaires             | Française     |
| Ronan Treussart           | Groupe Céléos                  | Française     |
| Armel Tripon              | Gedimat                        | Française     |
| Nicolas Troussel          | Financo                        | Française     |
| Liz Wardley               | Sojasun                        | Papoue        |

### 2009 -5eédition
Le parcours est identique à l'édition précédente.